# Norbert Schirra
Norbert Schirra (* 15. November 1941 in Wiebelskirchen) war zunächst Bergmann, später studierte er und wurde Studienrat und Honorarprofessor für Didaktik der Physik.

## Biografie
Norbert Schirra besuchte in Wiebelskirchen die katholische Volksschule und wurde danach wie sein Vater Bergmann im Steinkohlebergwerk Grube König in Neunkirchen. Auf der Abendschule in Saarbrücken holte er das Abitur nach. Er studierte zunächst Maschinenbau, anschließend auch noch Mathematik und Physik. An der Universität Gießen wurde er 1989 bei Wilfried Kuhn mit der Arbeit Eine wissenschaftshistorische und wissenschaftstheoretische Analyse der Entwicklung des Energiebegriffs und seines Erhaltungskonzepts zum Dr. rer. nat. promoviert.
Schirra trat eine Stelle als Lehrer am Christian-von-Mannlich-Gymnasium in Homburg an, war aber auch weiterhin als wissenschaftlicher Mitarbeiter und Honorarprofessor an der Universität Gießen tätig. Auf Grund seiner Publikationen wurde er mehrfach zur Nobelpreisträgertagung in Lindau eingeladen. 
1996 erhielt Schirra von der Universität Sankt Petersburg den Titel eines Ehrendoktors der Medizin verliehen. Zu seinem 75. Geburtstag ernannte ihn Papst Franziskus 2016 zum Ritter vom Heiligen Grab. Anlässlich seines 80. Geburtstags im November 2021 erhielt Schirra vom Papst ein Glückwunschschreiben und eine handsignierte Urkunde.

## Publikationen (Auswahl)
- Das obere kritische Feld B_1tnC_1tn3 – eine theoretische und experimentelle Analyse der Oberflächensupraleitung. Saarbrücken 1975.
- Die Entwicklung des Energiebegriffs und seines Erhaltungskonzepts – eine historische, wissenschaftstheoretische, didaktische Analyse. H. Deutsch, Thun 1998, ISBN 3-8171-1220-3.
- Der Lyapunov-Exponent. Institut für Didaktik der Physik, Gießen 2001.
- Coriolis-Kraft. Eine Kraft in fünf Phänomenen. Neunkirchen 2006.
- Der Lyapunov-Effekt, wesentliche Forschungsbeiträge zur Physik-Didaktik, Wie berechenbar ist das Chaos? Elite-Magazinverlag, Holzgerlingen 2009.

## Ehrungen
- 1996: Ehrendoktorwürde der Universität Sankt Petersburg
- 2016: Ritter vom Heiligen Grab